# Luis Ovsejevich
Luis Ovsejevich est un avocat et homme d'affaires né à Buenos Aires, le 13 septembre 1941.

## Études et diplômes
- Doctorat à l'université de La Plata
- Diplôme de Droit Comparé de premier cycle - Faculté internationale pour l'enseignement du Droit Comparé de Strasbourg (1965)
- Diplôme de Droit Comparé de second cycle - Faculté internationale pour l'enseignement du Droit Comparé de Strasbourg (1967)
- Diplôme de Droit Comparé de troisième cycle - Faculté internationale pour l'enseignement du Droit Comparé de Strasbourg (1970)

## Postes
- Professeur de piano (1960)
- Professeur de droit civil III "Contrats" - Faculté de droit de l'université de Buenos Aires (1962-1974)
- Professeur de "Institutions de droit privé" - Faculté de Sciences Économiques de l'université de Buenos Aires (1966-1970)
- Professeur de "Famille et successions" - Université de Moron (1964-1967)

## Homme d'affaires
Luis Ovsejevich est fondateur et président de la compagnie Konex-Canon créée en 1969. Il a cédé la totalité de l'actionnariat à Canon USA en 1998.
Il est le fondateur et président de la Fondation Konex (Fundación Konex) depuis sa création en 1980. Celle-ci accorde les Prix Konex chaque année depuis 1980.
Ovsejevich a créé, en 1991, le cycle “Venez à la musique” (Vamos a la música) qui s’adresse aux enfants et qui réalise chaque année opéras, ballets, concerts.
Il a été directeur, ad honorem, du Théâtre Colón en 1998 et 1999.
Il a créé la “Cité Culturelle Konex” (Ciudad Cultural Konex) en 2005. C’est un espace où tous les types d’expressions culturelles coexistent avec l’objectif de contribuer à l’enrichissement culturel et artistique de la communauté.
Il a réalisé le projet de restauration et de rénovation de la Salle des Assemblées de l'Université de Buenos Aires, achevé en avril 2019 avec le soutien d'entreprises et de particuliers qui ont agi en tant que bienfaiteurs.
Luis Ovsejevich a été et continue à être membre du conseil d’administration de plusieurs institutions.

## Vie privée
Il a constitué une collection de peintures argentines, qui a été exposée en différentes occasions, par exemple à Shanghai (Chine), en 2001.
Il a reçu plusieurs prix, parmi lesquels: en 1997 l’Hommage de la part de tous les gagnants des différents Prix Konex décernés à ce moment-là (1800) et de tous les membres des différents jurys (360), comme créateur des Prix Konex (18 ans) et avec l’adhésion de la Secrétaire Nationale de la Culture, le Secrétaire de la Culture de la Ville de Buenos Aires et de 9 Académies Nationales. Mecenas (1987 y 2004). Benefacteur de la Culture National (1997); ADE (2003); Sol de Plata, Rotary Club Buenos Aires (2004); Security (2008); Prix Scopus (2011); Prix Gratia Artis de la Académie National de Beaux Arts (2016) et Personnalité exceptionnelle dans le domaine de la culture par la législature de Buenos Aires (2023).